# Trélans
Trélans – miejscowość i gmina we Francji, w regionie Oksytania, w departamencie Lozère. W 2013 roku populacja gminy wynosiła 100 mieszkańców. Na terenie gminy swoje źródła ma rzeka Bès. 